# أيكونا بوب

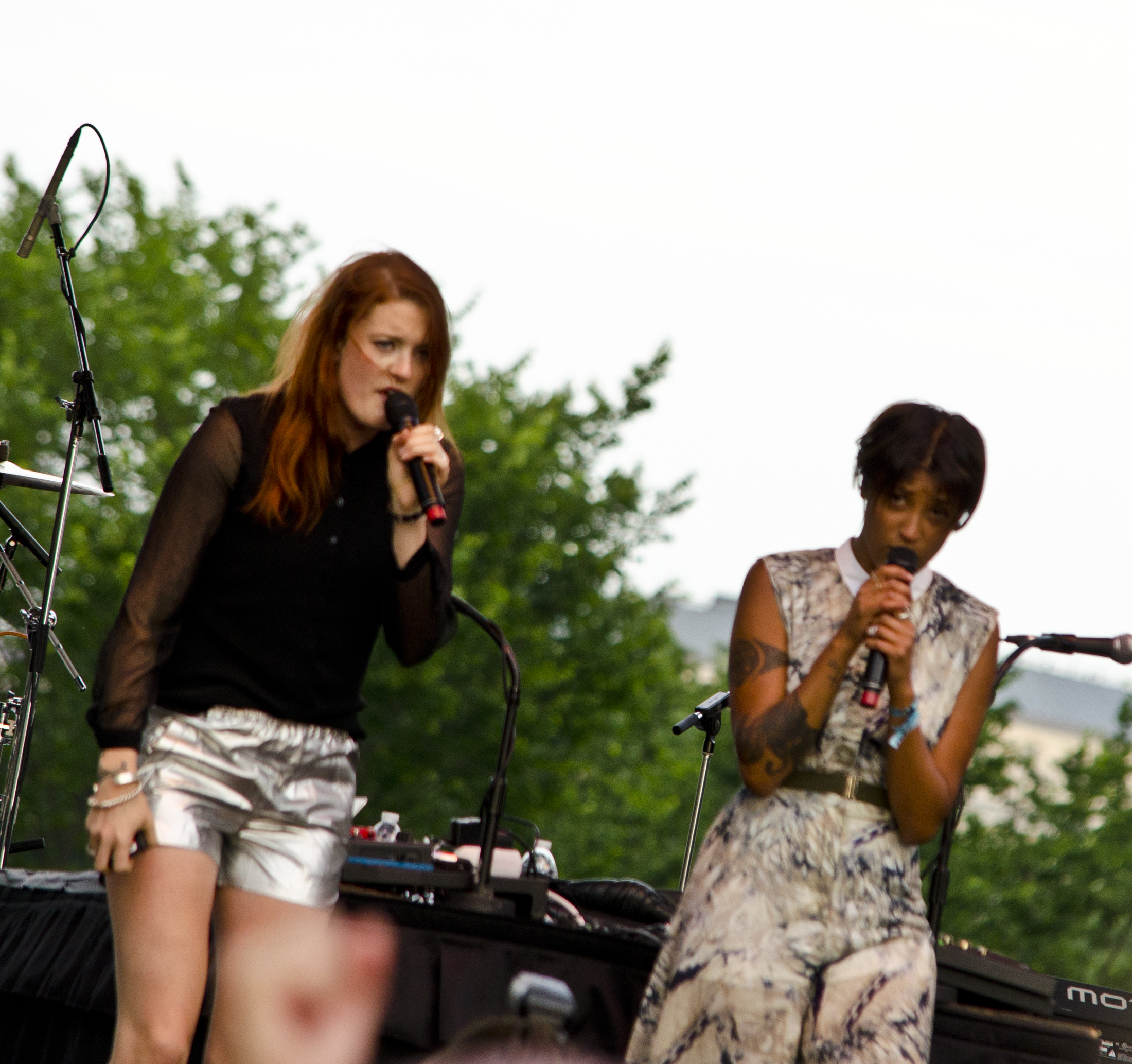
أيكونا بوب في 2013

أيكونا بوب (بالإنجليزية: Icona Pop)‏ وهي فرقة غناء سويدية تتكون من امرأتين، تشكلت سنة 2009 في ستوكهولم في السويد تغني إندي بوب وإليكترو هاوس، اسم الامرأتين ألتين فيهما هن كارولين هجيلت وأينو جاوو.

## روابط خارجية
- أيكونا بوب على موقع IMDb (الإنجليزية)
- أيكونا بوب على موقع ميوزك برينز (الإنجليزية)
- أيكونا بوب على موقع رولينغ ستون (الإنجليزية)
- أيكونا بوب على موقع أول ميوزيك (الإنجليزية)
- أيكونا بوب على موقع ديسكوغز (الإنجليزية)